# Sveto mesto
Pour plus de détails, voir Fiche technique et Distribution.
Sveto mesto (en serbe : Свето место) est un film d'épouvante yougoslave réalisé par Đorđe Kadijević et sorti en 1990.
Il s'agit d'une adaptation du conte fantastique  Vij de l'auteur russe Nicolas Gogol publié en 1835.

## Fiche technique
- Titre original serbo-croate : Sveto mesto, Свето место (litt. « Un lieu saint »)
- Réalisateur : Đorđe Kadijević
- Scénario : Đorđe Kadijević
- Photographie : Aleksandar Petkovic (sr)
- Montage : Bojana Subota (sr)
- Musique : Lazar Ristovski
- Décors :  Ranko Mascarell (Ранко Маскарели)
- Production : Zoran Otašević (Зоран Оташевић)
- Société de production : Magna Plus, Radio-télévision de Serbie
- Pays de production :  Yougoslavie
- Langue originale : serbo-croate
- Format : Couleur - 1,33:1 - Son mono - 35 mm
- Durée : 90 minutes (1 h 30)
- Genre : Film d'épouvante
- Dates de sortie :
  - Yougoslavie : 29 septembre 1990

## Distribution
- Dragan Jovanović (sr) : Pop Toma
- Branka Pujić (sr) : Katarina Županski
- Aleksandar Berček (sr) : Gospodar Zupanski
- Mira Banjac : Gospodarica Zupanski
- Danilo Lazovic (sr) : Doros
- Radoš Bajić (sr) : Spira
- Maja Sabljic (sr) : Lenka